# James Garland

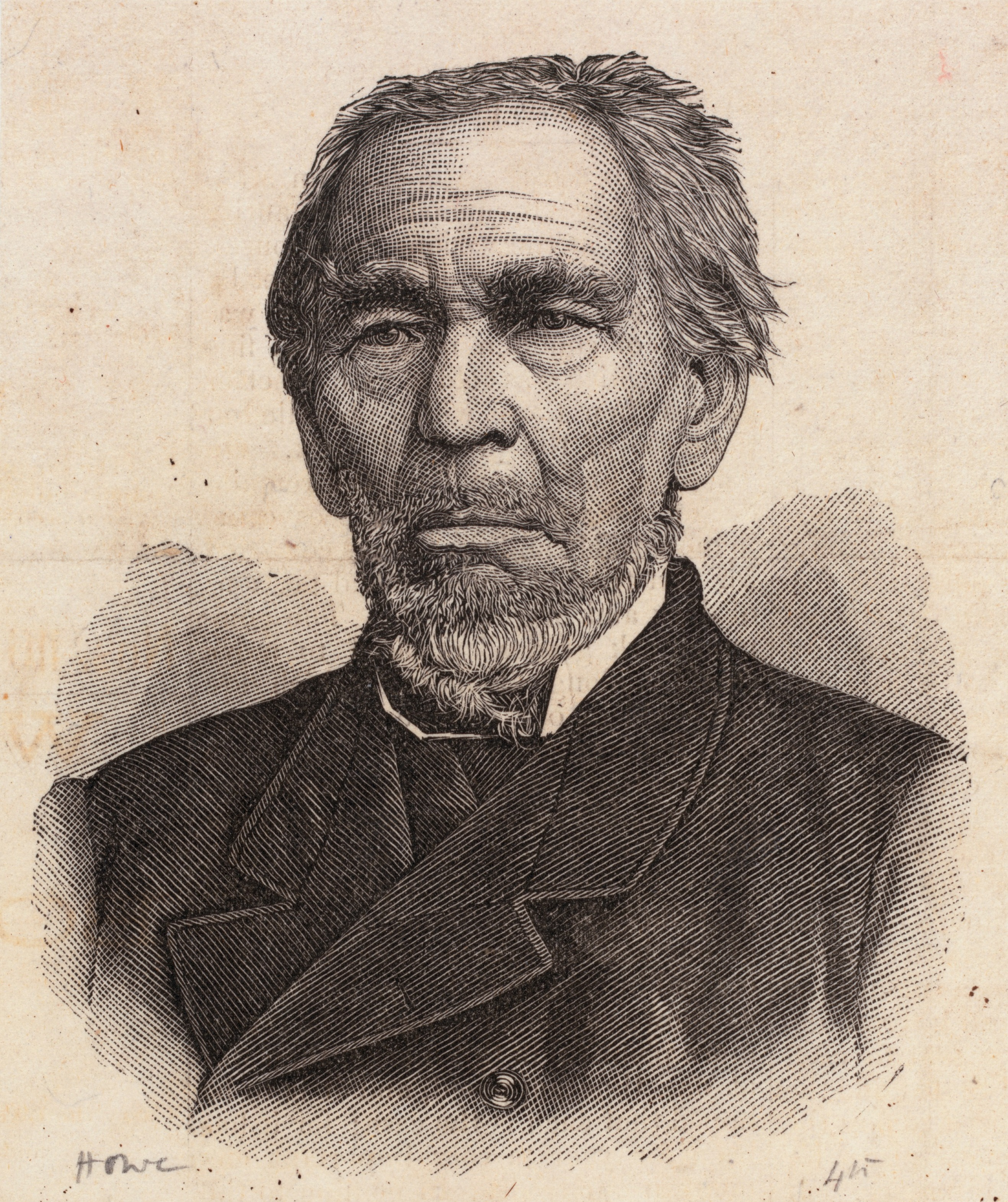
James Garland

James Garland (* 6. Juni 1791 in Ivy Depot, Virginia; † 8. August 1885 in Lynchburg, Virginia) war ein US-amerikanischer Politiker. Zwischen 1835 und 1841 vertrat er den Bundesstaat Virginia im US-Repräsentantenhaus.

## Werdegang
James Garland besuchte die öffentlichen Schulen seiner Heimat. Nach einem anschließenden Jurastudium und seiner Zulassung als Rechtsanwalt begann er in Lovingston in diesem Beruf zu arbeiten. Außerdem nahm er als Soldat am Britisch-Amerikanischen Krieg von 1812 teil. In den 1820er Jahren schloss sich Garland der Bewegung um den späteren US-Präsidenten Andrew Jackson an und wurde Mitglied der von diesem 1828 gegründeten Demokratischen Partei. Von 1829 bis 1831 saß er im Abgeordnetenhaus von Virginia.
Bei den Kongresswahlen des Jahres 1834 wurde Garland im sechsten Wahlbezirk seines Staates in das US-Repräsentantenhaus in Washington, D.C. gewählt, wo er am 4. März 1835 die Nachfolge von George Dromgoole antrat. Nach zwei Wiederwahlen konnte er bis zum 3. März 1841 drei Legislaturperioden im Kongress absolvieren. Seit 1839 vertrat er dort die kurzlebige Conservative Party. Im Jahr 1840 wurde er nicht bestätigt.
Nach dem Ende seiner Zeit im US-Repräsentantenhaus praktizierte Garland zunächst wieder als Rechtsanwalt. Von 1849 bis 1872 fungierte er als Staatsanwalt in Lynchburg. Gleichzeitig war er zwischen 1841 und 1882 Richter am Corporation Court. Er starb am 8. August 1885 in Lynchburg.